# Pteroplegma jacobania
Pteroplegma jacobania är en insektsart som beskrevs av Jacobi 1904. Pteroplegma jacobania ingår i släktet Pteroplegma och familjen Dictyopharidae. Inga underarter finns listade i Catalogue of Life.